# Pipit de Melinda
Anthus melindae · Pipit de Malindi
Espèce
Statut de conservation UICN

LC : Préoccupation mineure
Le Pipit de Melinda (Anthus melindae) ou Pipit de Malindi, est une espèce de passereaux de la famille des Motacillidae.

## Nomenclature
Le nom valide complet (avec auteur) de ce taxon est Anthus melindae Shelley, 1900,.
Ce taxon porte en français les noms vernaculaires ou normalisés suivants : Pipit de Melinda, Pipit de Malindi.

## Répartition et sous-espèces
Selon la classification de référence du Congrès ornithologique international (15.1, 2025) :
- Anthus melindae mallablensis Colston, 1987 — centre-sud du littoral somalien ;
- Anthus melindae melindae Shelley, 1900 — littoral du sud de la Somalie et du Kenya.

### Publication originale
- (en) G. E. Shelley, The birds of Africa, comprising all the species which occur in the Ethiopian region, vol. 2, Londres, R.H. Porter, 1900, 348 p. (lire en ligne), p. 305-306.